# Ouaragahio
Ouaragahio este o comună din regiunea Gôh, Coasta de Fildeș.

## Personalități născute aici
- Kader Keïta (n. 2000), fotbalist.